# IC 1784
IC 1784 — галактика типу Sb/P () у сузір'ї Трикутник.
Цей об'єкт міститься в оригінальній редакції індексного каталогу.